# Eryc Castillo
Eryc Leonel Castillo Arroyo (Esmeraldas, 5 de febrero de 1995) es un futbolista ecuatoriano. Se desempeña como extremo y su equipo actual es Alianza Lima de la Primera División del Perú.

## Trayectoria

### Independiente del Valle
Se inició en 2011 las inferiores del Independiente del Valle. En 2013 es cedido a Liga de Loja, ganándose rápidamente la titularidad en el cuadro Lojano debido a su gran nivel, por lo que Independiente decide que el jugador retorne a media temporada pero sin embargo no fue del agrado del entrenador Pablo Repetto por lo que decidió enviarlo al equipo de reservas.

### Barcelona S. C.
En 2014 es adquirido por el Barcelona Sporting Club con el objetivo de mirar jugadores a futuro, pero sin embargo decide cederlo al Olmedo de Riobamba para que juegue en esa temporada donde actúa en 29 partidos a gran nivel por lo que Barcelona decide que juegue para ellos en la siguiente temporada. Ya en Barcelona para el 2015 el jugador tiene inconvenientes con el entrenador Ruben Israel por lo que decide mandarlo a la reserva, sin embargo este desaparece retornando días después. Sin embargo tras la llegada de Guillermo Almada este decide observarlo donde observó el gran nivel que este desplegaba por lo que inmediatamente lo asciende al primer equipo convirtiendo en una de las figuras y promesas del Barcelona.

### Tijuana
En junio de 2018 se hace oficial la compra de Eryc al Club Tijuana de la Primera División de México, siendo este su primer equipo en el extranjero. 

### Santos Laguna
Para el Torneo Apertura del año 2019 se incorporó al Club Santos Laguna de la Liga MX, siendo este su segundo club en el extranjero a pedido del profesor Guillermo Almada quien ya lo dirigió antes y conocía su gran potencial.

### E. C. Vitória
En 2024 fichó por el Esporte Clube Vitória de la Primera División de Brasil. En julio de 2024 cambió de equipo en Brasil, esta vez firmó por el Coritiba Foot Ball Club de la Serie B.

### Alianza Lima
El 7 de enero de 2025 fue anunciado por Alianza Lima de la Primera División del Perú, en un contrato por un año.

## Selección nacional
El 27 de julio de 2017 debutó con la selección de fútbol de Ecuador, en un partido amistoso contra Trinidad y Tobago. El 5 de septiembre de 2019 anotó su primer gol con la selección en la victoria de Ecuador ante Perú por marcador de 1-0.

## Estadísticas

### Clubes
Actualizado al último partido disputado el 17 de agosto de 2025.
| Independiente del Valle · Ecuador | 1.ª                 | 2012                | 0   | 0  | —  | — | —  | — | — | — | 0   | 0  |
| Independiente del Valle · Ecuador | Total club          | Total club          | 0   | 0  | 0  | 0 | 0  | 0 | 0 | 0 | 0   | 0  |
| Liga de Loja · Ecuador            | 1.ª                 | 2013                | 28  | 1  | —  | — | 4  | 0 | — | — | 32  | 1  |
| Liga de Loja · Ecuador            | Total club          | Total club          | 28  | 1  | 0  | 0 | 4  | 0 | 0 | 0 | 32  | 1  |
| C. D. Olmedo · Ecuador            | 1.ª                 | 2014                | 29  | 0  | —  | — | —  | — | — | — | 29  | 0  |
| C. D. Olmedo · Ecuador            | Total club          | Total club          | 29  | 0  | 0  | 0 | 0  | 0 | 0 | 0 | 29  | 0  |
| Barcelona S. C. · Ecuador         | 1.ª                 | 2015                | 10  | 1  | —  | — | —  | — | — | — | 10  | 1  |
| Barcelona S. C. · Ecuador         | 1.ª                 | 2016                | 32  | 2  | —  | — | 2  | 0 | — | — | 34  | 2  |
| Barcelona S. C. · Ecuador         | 1.ª                 | 2017                | 28  | 5  | —  | — | 9  | 0 | — | — | 37  | 5  |
| Barcelona S. C. · Ecuador         | 1.ª                 | 2018                | 20  | 5  | —  | — | 2  | 0 | — | — | 22  | 5  |
| Tijuana · México                  | 1.ª                 | 2018-19             | 24  | 2  | 6  | 2 | —  | — | — | — | 30  | 4  |
| Santos Laguna · México            | 1.ª                 | 2019-20             | 28  | 4  | 5  | 0 | —  | — | — | — | 33  | 4  |
| Santos Laguna · México            | Total club          | Total club          | 28  | 4  | 5  | 0 | 0  | 0 | 0 | 0 | 33  | 4  |
| F. C. Juárez · México             | 1.ª                 | 2020-21             | 21  | 2  | —  | — | —  | — | — | — | 21  | 2  |
| F. C. Juárez · México             | Total club          | Total club          | 21  | 2  | 0  | 0 | 0  | 0 | 0 | 0 | 21  | 2  |
| Tijuana · México                  | 1.ª                 | 2021-22             | 12  | 1  | —  | — | —  | — | — | — | 12  | 1  |
| Tijuana · México                  | Total club          | Total club          | 36  | 3  | 6  | 2 | 0  | 0 | 0 | 0 | 42  | 5  |
| Barcelona S. C. · Ecuador         | 1.ª                 | 2022                | 20  | 1  | 1  | 0 | 10 | 1 | — | — | 31  | 2  |
| Barcelona S. C. · Ecuador         | Total club          | Total club          | 110 | 14 | 1  | 0 | 23 | 1 | 0 | 0 | 134 | 15 |
| Aucas · Ecuador                   | 1.ª                 | 2023                | 23  | 3  | 1  | 0 | 6  | 2 | — | — | 30  | 5  |
| Aucas · Ecuador                   | Total club          | Total club          | 23  | 3  | 1  | 0 | 6  | 2 | 0 | 0 | 30  | 5  |
| E. C. Vitória · Brasil            | 1.ª                 | 2024                | 9   | 1  | —  | — | —  | — | 8 | 0 | 17  | 1  |
| E. C. Vitória · Brasil            | Total club          | Total club          | 9   | 1  | 0  | 0 | 0  | 0 | 8 | 0 | 17  | 1  |
| Coritiba F. B. C. · Brasil        | 2.ª                 | 2024                | 6   | 0  | —  | — | —  | — | — | — | 6   | 0  |
| Coritiba F. B. C. · Brasil        | Total club          | Total club          | 6   | 0  | 0  | 0 | 0  | 0 | 0 | 0 | 6   | 0  |
| Alianza Lima · Perú               | 1.ª                 | 2025                | 16  | 3  | —  | — | 15 | 4 | — | — | 31  | 7  |
| Alianza Lima · Perú               | Total club          | Total club          | 16  | 3  | 0  | 0 | 15 | 4 | 0 | 0 | 31  | 7  |
| Total en su carrera               | Total en su carrera | Total en su carrera | 306 | 31 | 13 | 2 | 48 | 7 | 8 | 0 | 375 | 40 |
| 1. 2. 3.                          |                     |                     |     |    |    |   |    |   |   |   |     |    |

## Palmarés

### Campeonatos regionales
| Título            | Club          | Año  |
| ----------------- | ------------- | ---- |
| Campeonato Baiano | E. C. Vitória | 2024 |

### Campeonatos nacionales
| Título             | Club            | País    | Año  |
| ------------------ | --------------- | ------- | ---- |
| Serie A de Ecuador | Barcelona S. C. | Ecuador | 2016 |